# 兴园街道
兴园街道，是中华人民共和国江西省上饶市广信区下辖的一个乡镇级行政单位。

## 行政区划
兴园街道下辖以下地区：
前山社区、黄源社区、苏家村和板桥村。